# Ferrovia Zofingen-Wettingen
La ferrovia Zofingen-Wettingen è una linea ferroviaria a scartamento normale della Svizzera.

## Storia
Il 5 aprile 1875 si costituì la Schweizerische Nationalbahn (SNB), nata dalla fusione di due società preesistenti, la "Winterthur-Singen-Kreuzlingen" e la "Winterthur-Zofingen" con il fine di creare una linea tra l'est e l'ovest della Svizzera in concorrenza con le ferrovie già esistenti, in particolare la Schweizerische Nordostbahn (NOB). Aperta in quello stesso 1875 la sezione orientale del suo progetto (linee Costanza-Kreuzlingen-Etzwilen, Winterthur-Etzwilen ed Etzwilen-Singen), il 6 settembre 1877 toccò alla prima parte della sua sezione occidentale, con l'apertura della tratta Baden Oberstadt-Lenzburg-Zofingen (con diramazione Aarau-Suhr), mentre il successivo 15 ottobre toccò alla tratta tra Baden Oberstadt e Wettingen, con la sua continuazione Wettingen-Effretikon. La linea divenne popolarmente nota con il soprannome "Nazeli", dalla società concessionaria.
In preda a difficoltà finanziarie a causa dell'errata pianificazione dei tracciati e delle manovre di disturbo dei concorrenti, la SNB entrò in liquidazione nel 1878; le sue linee vennero rilevate dalla NOB il 1º ottobre 1880.
La NOB venne nazionalizzata il 1º gennaio 1902: le sue linee entrarono a far parte delle Ferrovie Federali Svizzere (FFS).
La tratta Zofingen-Suhr fu elettrificata il 15 luglio 1946, insieme alla linea Aarau-Suhr; la Suhr-Wettingen fu elettrificata il successivo 17 dicembre.
In occasione della costruzione della ferrovia dell'Heitersberg, progettata per accorciare di 8 chilometri la distanza tra Zurigo ed Aarau, si decise di raddoppiare la sezione tra Lenzburg e Mägenwil, con la costruzione di salti di montone al bivio Gexi; la nuova linea fu inaugurata il 27 maggio 1975 dopo sei anni di lavori.
Con il cambio d'orario di dicembre 2004 è stato soppresso il traffico passeggeri sulla tratta Mellingen-Wettingen, sostituito da autopostali; resta il traffico merci (verso il deposito di carburanti di Mellingen).

## Caratteristiche
La linea, a scartamento normale, è lunga 41,48 km, è elettrificata a corrente alternata monofase con la tensione di 15.000 V alla frequenza di 16,7 Hz; la pendenza massima è del 14 per mille. È a doppio binario tra Lenzburg e il bivio Gruemet.

### Percorso
| Continuation backward |

| Station on track |

|  | Unknown route-map component "ABZgl" | Unknown route-map component "CONTfq" |

| Stop on track |

| Stop on track |

| Station on track |

| Non-passenger station/depot on track |

| Stop on track |

| Station on track |

| Small arched bridge over water |

| Unknown route-map component "CONTgq" | Flat crossing | Unknown route-map component "CONTfq" |

| Station on track |

| Unknown route-map component "CONTgq" | Unknown route-map component "xABZq+r" | Unknown route-map component "eKRZ" | Unknown route-map component "exCONTfq" |  |

|  | Unknown route-map component "BHF-L" | Unknown route-map component "BHF-R" |  |  |

|  | Straight track | Unknown route-map component "ekABZg2" |  |  |

|  |  | One way leftward | Unknown route-map component "KRZo+xk1" | Unknown route-map component "ekABZq+4" | Unknown route-map component "CONTfq" |  |

| Unknown route-map component "ABZgl" |

| Small arched bridge over water |

| Station on track |

|  | Unknown route-map component "ABZg+l" | Unknown route-map component "CONTfq" |

| Station on track |

| Unknown route-map component "CONTgq" | Unknown route-map component "ABZgr" |  |

| Unknown route-map component "exCONTgq" | Unknown route-map component "eKRZo" | Unknown route-map component "exCONTfq" |

| Unknown route-map component "CONTgq" | Unknown route-map component "ABZgr" |  |

| Unknown route-map component "CONTgq" | Unknown route-map component "KRZo" | Unknown route-map component "STR+r" |

|  | Unknown route-map component "ABZg+l" | One way rightward |

| Station on track |

|  | Unknown route-map component "ABZgl" | Unknown route-map component "CONTfq" |

| Station on track |

| Small arched bridge |

| Small arched bridge over water |

| Unknown route-map component "CONTgq" | Unknown route-map component "ABZgr" |  |

| Small arched bridge |

| Non-passenger station/depot on track |

| Small non-passenger station on track |

| Small non-passenger station on track |

| Unknown route-map component "tSTR+l" | Unknown route-map component "KRZt" | Unknown route-map component "tCONTfq" |

| Unknown route-map component "tSTRe" | Straight track |  |

| Unknown route-map component "exCONTgq" | Unknown route-map component "eKRZ" | Unknown route-map component "eKRZo" | Unknown route-map component "exCONTfq" |  |

| Unknown route-map component "hKRZWae" | Unknown route-map component "hKRZWae" |  |

| One way leftward | Unknown route-map component "ABZg+r" |  |

|  | Station on track |

| Unknown route-map component "CONTgq" | Unknown route-map component "ABZgr" |  |

| Continuation forward |

La linea parte dalla stazione di Zofingen, sulla ferrovia Olten-Lucerna. Di lì si dirige verso est, sfiorando il canton Soletta. A Oberentfelden viene incrociata a livello la ferrovia a scartamento ridotto Aarau-Schöftland elettrificata in corrente continua, cosa che impose l'installazione di un sistema di sezionamento all'incrocio. Un sistema analogo era posto anche a Suhr, dove la linea incrociava la ferrovia Aarau-Menziken; dal 2010 la Aarau-Menziken è stata deviata sul percorso utilizzato fino al 2007 dalla linea Aarau-Suhr, che è stata ricostruita a scartamento ridotto.
La ferrovia giunge quindi a Lenzburg, nodo ferroviario sulle linee meridionale argoviese, che condivide la tratta tra Bvio Gexi e Lenzburg, e per Lucerna; dal 1975 si allaccia anche la linea dell'Heitersberg, che condivide la tratta fino al bivio Gruemet (poco oltre il ponte sul fiume Reuss) con la Zofingen-Wettingen. 
Superato il fiume Limmat a Baden, la linea confluisce nella ferrovia Zurigo-Baden poco prima della stazione di Wettingen.

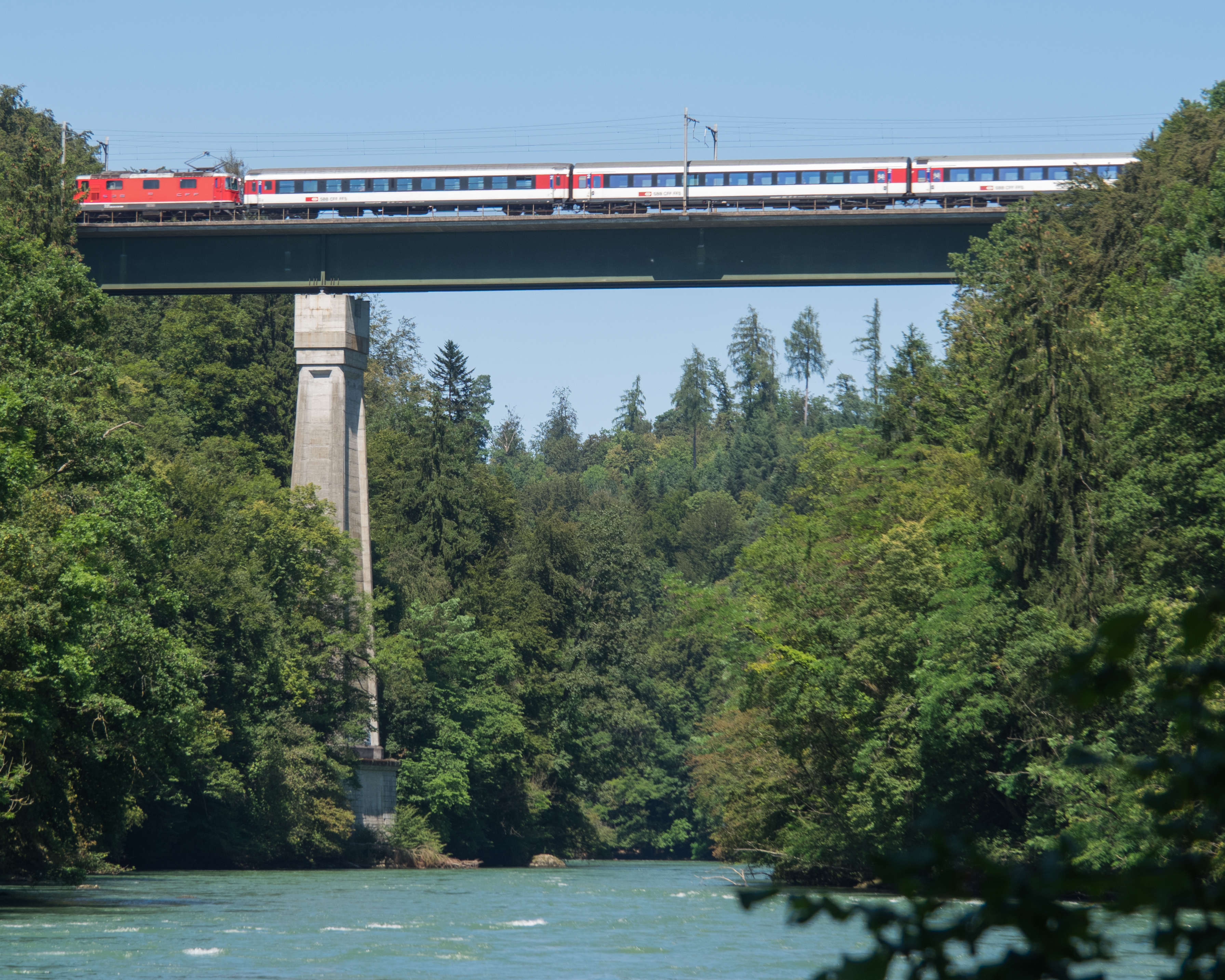
Un convoglio sul ponte sulla Reuss tra Mägenwil e Mellingen